# Hamish McClure
Hamish McClure (...) è un giocatore di football americano statunitense, che gioca come quarterback per gli Skorpions Varese.
Dopo aver giocato per tre diverse squadre universitarie, passa ai tedeschi Berlin Rebels; l'anno successivo si trasferisce agli svedesi Tyresö Royal Crowns e agli australiani Brisbane Rhinos e nel 2024 agli italiani Rhinos Milano. Al termine del campionato italiano firma con gli austriaci Salzburg Ducks, per poi tornare a giocare a Brisbane. Torna in Italia per il campionato 2025, stavolta nelle file degli Skorpions Varese.